# جو هولم
جو هولم (بالإنجليزية: Joe Hulme)‏ (26 أغسطس 1904 في المملكة المتحدة - 27 سبتمبر 1991 في المملكة المتحدة) هو لاعب كريكت ومدرب كرة قدم وصحفي ولاعب كرة قدم بريطاني (وحمل سابقاً جنسية المملكة المتحدة لبريطانيا العظمى وأيرلندا) في مركز جناح. شارك مع منتخب إنجلترا لكرة القدم. أما مع النوادي، فقد لعب مع بلاكبيرن روفرز ونادي أرسنال ونادي يورك سيتي وهدرسفيلد تاون.

## وصلات خارجية
- جو هولم على موقع إي آس بي آن كريك إنفو (الإنجليزية)
- جو هولم على موقع قاعدة بيانات كرة القدم.إي يو (الإنجليزية)
- جو هولم على موقع ناشيونال فوتبول تيمز (الإنجليزية)
- جو هولم على موقع Soccerbase.com (لاعب) (الإنجليزية)
- جو هولم على موقع عالم كرة القدم.نت (الإنجليزية)